# Pozzetto
Con pozzetto viene denominata la parte aperta di una imbarcazione, dove solitamente si trovano le manovre con i relativi verricelli o winch, il timone. Vi si trovano anche delle panche e spesso un tavolo centrale. Qui stanno le persone durante la navigazione normale.
Per estensione,  con pozzetto viene anche indicato il gruppo di persone addetto alla conduzione della barca: skipper, timoniere, tattico, navigatore e stratega.